# Provincies van Zambia
Zambia is onderverdeeld in tien provincies (provinces). Deze zijn op hun beurt weer verdeeld in 72 districten.
| Provincie     | Hoofdstad   | Opp. (km²) | Inw. (2000) | Inw. (2010) | Kaart                 |
| ------------- | ----------- | ---------- | ----------- | ----------- | --------------------- |
| Central       | Kabwe       | 94.395     | 1.012.257   | 1.307.111   | Provincies van Zambia |
| Copperbelt    | Ndola       | 31.328     | 1.581.221   | 1.972.317   | Provincies van Zambia |
| Eastern       | Chipata     | 69.106     | 1.306.173   | 1.592.661   | Provincies van Zambia |
| Luapula       | Mansa       | 50.567     | 775.353     | 991.927     | Provincies van Zambia |
| Lusaka        | Lusaka      | 21.898     | 1.391.239   | 2.191.225   | Provincies van Zambia |
| Northern      | Kasama      | 147.826    | 1.258.696   | 1.105.824   | Provincies van Zambia |
| North-Western | Solwezi     | 125.827    | 583.350     | 727.044     | Provincies van Zambia |
| Southern      | Livingstone | 85.283     | 1.212.124   | 1.589.926   | Provincies van Zambia |
| Western       | Mongu       | 126.386    | 765.497     | 902.974     | Provincies van Zambia |
| Muchinga      | Chinsali    | 87.806     | ?           | 1.011.655   | (2018)                |